# 銀河系外行星

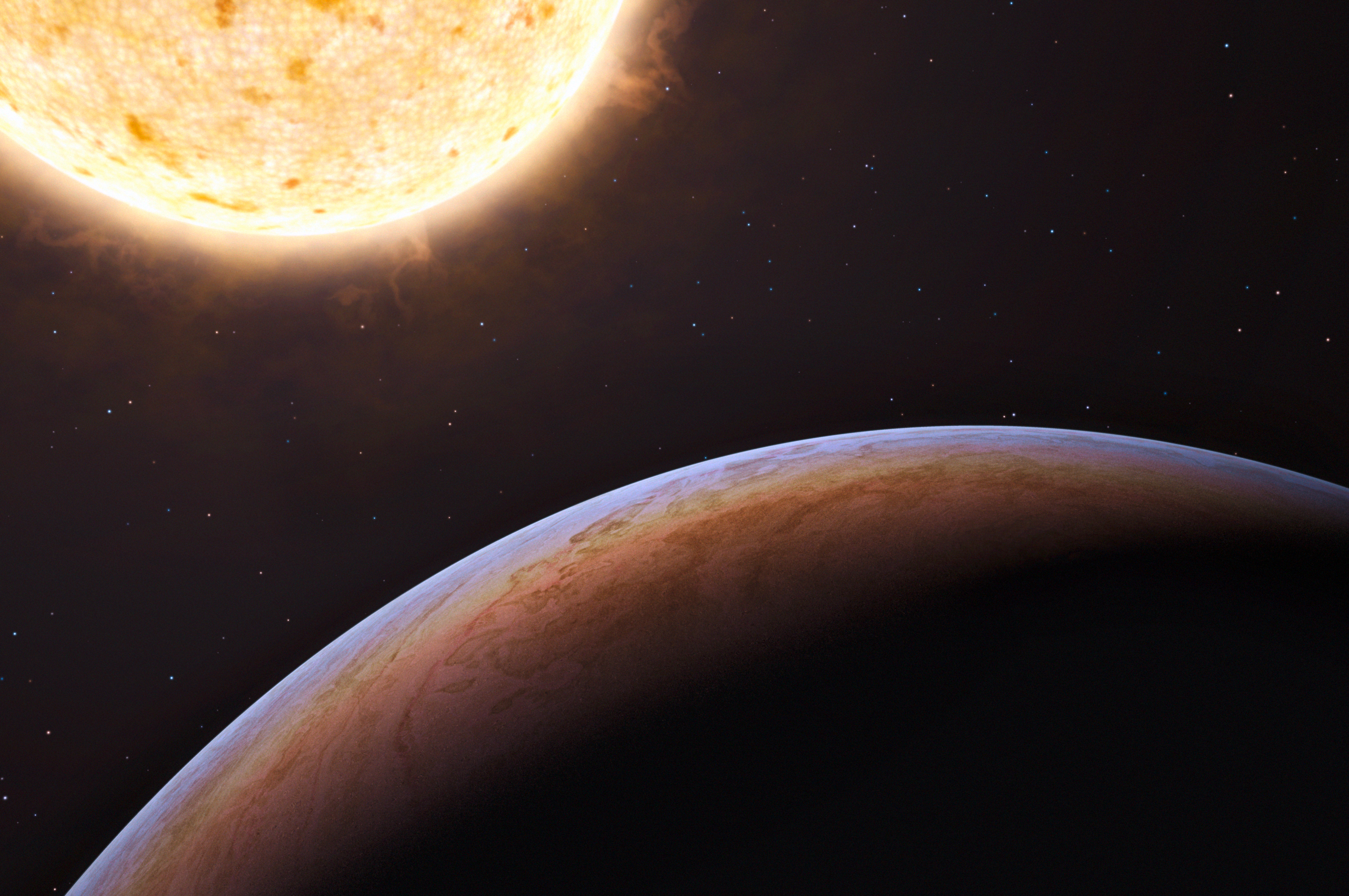
藝術家筆下的太陽系外行星HIP 13044b，這是首顆被發現形成自銀河系外的行星。該行星是被歐洲南方天文台所屬拉西拉天文台的MPG/ESO望遠鏡發現。

銀河系外行星（英語：extragalactic planet）是指來自銀河系外的行星。有些文獻將該種行星稱為 Extragalactic extrasolar planet 或是 Extragalactic exoplanet。

## 雙類星體相關行星
在1996年時有一個重力微透鏡事件在雙類星體重力透鏡系統中透鏡星系的A瓣被魯道夫·席爾德觀測到。這是首次宣稱的「銀河系外行星」。他認為這是颗3倍地球质量的行星在該系統的透鏡星系YGKOW G1產生的現象。但是這現象無法被重覆觀測到，因為這是只有一次對準機會的狀況。這些預測的行星距離地球40億光年。

## 仙女座星系行星
有一個團隊的科學家使用精密的重力微透鏡量測在距離銀河系最近的大星系仙女座星系尋找銀河系外行星。曾發現一顆恆星的伴星質量只有木星的6到7倍。這個可能的行星是首次宣稱的仙女座星系行星。

## HIP 13044
HIP 13044是距離地球約2000光年的恆星，目前已發現該恆星有一顆行星。但這顆恆星是大約60億年前被銀河系撕裂後併吞的矮星系形成的珍珠星流的一部分。該恆星年齡超過60億年，所以該恆星實際上是在環繞銀河系或太過靠近銀河系的星系中形成。在恆星HIP 13044周圍環繞的行星HIP 13044b因此曾經是銀河系外行星。另一個讓人感興趣的是，該行星在母恆星曾是紅巨星時幾乎被吞噬，並曾經在母恆星內數百萬年。但后续的研究表明此前的观测有误。较差的信噪比以及错误的质心速度修正导致观测到了错误的径向速度变化，从而导致了错误的观测结果。因此该恒星实际上并不拥有行星。

## M51-ULS-1b
2021年，美國天文學家發現了一顆候選銀河系外行星。這顆名為「M51-ULS-1b」的行星位於渦狀星系（M51），圍繞X射線聯星M51-ULS-1公轉。如果得到確認，這將會是人類已知的第一顆銀河系外行星。